# Человек моего сердца
«Человек моего сердца» — название фильма в советском кинопрокате (в оригинале — «Кого я люблю?» араб. من احب‎, Man uhibb?, англ. Whom Do I Love?) — египетский чёрно-белый фильм 1966 года, мелодрама с участием популярной звезды египетского кино Магды, она же выступила в качестве одного из авторов сценария и режиссёра-постановщика.

## Сюжет
... Узнав, что её любимый помолвлен с другой, Лейла выходит замуж за Самира, но он вскоре погибает во время эпидемии холеры. Дед Лейлы обанкротился и покончил жизнь самоубийством. Молодая женщина осталась одна. Она вновь выходит замуж, но и этот её супруг оказывается неизлечимо больным, и снова Лейла остаётся вдовой. Тогда на её пути вновь появляется Шариф, человек, который был виновен в банкротстве её деда. Лейла выходит за него замуж. И только теперь понимает, что всю жизнь любила одного Шарифа, что только вместе с ним она может быть счастлива.

## В ролях
- Магда — Лейла
- Ахмад Мазхар — Шариф
- Эхаб Нафи — Тарек
- Фатен Шубаши
- Нуэйма Васфи
- Абдель Калек Салех
- Мохаммед Абаза
- Фадия Ахмед

## Премьеры
- — вышел на киноэкраны Египта в 1966[1].
- — в СССР с марта 1971 года[2].